# Jahir Butrón
Jahir Butrón Gotuzzo (Lima, 30 de octubre de 1975) es un exfutbolista y entrenador peruano. Jugaba de defensa central. Es hermano mayor del también exfutbolista Leao Butrón. Actualmente dirige al  Club Juan Aurich de la Segunda División peruana.

## Clubes

### Como futbolista
| Club                | País | Año         |
| ------------------- | ---- | ----------- |
| Unión Huaral        | Perú | 1994        |
| Guardia Republicana | Perú | 1995        |
| Alianza Atlético    | Perú | 1996        |
| Alcides Vigo        | Perú | 1997        |
| Lawn Tennis         | Perú | 1998        |
| Deportivo Pesquero  | Perú | 2000        |
| Alianza Atlético    | Perú | 2001        |
| Deportivo Wanka     | Perú | 2002        |
| Alianza Atlético    | Perú | 2003 - 2004 |
| Cienciano           | Perú | 2005 - 2006 |
| Total Clean         | Perú | 2007        |
| Sport Ancash        | Perú | 2007        |
| Juan Aurich         | Perú | 2008 - 2009 |
| CNI                 | Perú | 2010        |
| Cienciano           | Perú | 2010 - 2011 |
| Deportivo Coopsol   | Perú | 2012        |

### Como asistente técnico
| Club                | País | Año  |
| ------------------- | ---- | ---- |
| Deportivo Municipal | Perú | 2013 |
| Deportivo Coopsol   | Perú | 2016 |
| Cienciano           | Perú | 2017 |

### Como entrenador
Datos actualizados al último partido dirigido el 18 de junio de 2023.
| Club                     | País  | Año         | PJ | PG | PE | PP | Efectividad |
| ------------------------ | ----- | ----------- | -- | -- | -- | -- | ----------- |
| Cultural Santa Rosa      | Perú  | 2017        | 5  | 2  | 1  | 2  | 46.67%      |
| Alianza Atlético Sullana | Perú  | 2020 - 2021 | 26 | 12 | 4  | 10 | 51.28%      |
| Carlos Stein             | Perú  | 2022        | 23 | 11 | 3  | 9  | 52.18%      |
| Deportivo Coopsol        | Perú  | 2022        | 18 | 3  | 7  | 7  | 31.38%      |
| Juan Aurich              | Perú  | 2023 -      | 10 | 3  | 3  | 4  | 40%         |
| Total                    | Total | Total       | 82 | 31 | 18 | 32 | 45.12%      |

## Palmarés

### Como futbolista

#### Campeonatos nacionales
| Título                    | Club                | País | Año  |
| ------------------------- | ------------------- | ---- | ---- |
| Segunda División del Perú | Unión Huaral        | Perú | 1994 |
| Segunda División del Perú | Guardia Republicana | Perú | 1995 |

#### Torneos cortos
| Título          | Club      | País | Año  |
| --------------- | --------- | ---- | ---- |
| Torneo Apertura | Cienciano | Perú | 2005 |

### Como entrenador

#### Campeonatos nacionales
| Título | Club             | País | Año  |
| ------ | ---------------- | ---- | ---- |
| Liga 2 | Alianza Atlético | Perú | 2020 |

#### Distinciones individuales
| Distinción                    | Año  |
| ----------------------------- | ---- |
| Mejor DT del año de la Liga 2 | 2020 |